# Kazem Rajavi
Kazem Rajavi (Tabas, 8 febbraio 1934 – Coppet, 24 aprile 1990) è stato un politico e diplomatico iraniano, ambasciatore dell'Iran presso l'Ufficio delle Nazioni Unite a Ginevra, assassinato da agenti iraniani mentre si trovava in Svizzera. Appartenente al Consiglio Nazionale della Resistenza Iraniana e fratello di Masoud Rajavi, si trovava in Svizzera al momento dell'omicidio.
L’assassinio di Rajavi fu eseguito da un commando di 13 agenti iraniani inviati su ordine diretto dell’allora ministro dell’Intelligence Ali Fallahian, contro il quale un tribunale svizzero ha emesso un mandato di arresto internazionale nel 2006. L'Organizzazione delle Nazioni Unite ha condannato l'assassinio.
Nel 2021 le indagini sono state riaperte: il fratello di Rajavi ha infatti ottenuto dalla Tribunale penale federale un'estensione delle indagini per genocidio e Crimine contro l'umanità (collegando il suo caso alle esecuzioni dell'88. Kazem Rajavi, laureato in diritto in Francia, fu docente presso l'Istituto Superiore di Diritto Internazionale e professore all'Università di Ginevra. Durante il periodo dal 1957 al 1968, Rajavi visse in Francia, stabilendosi successivamente in Svizzera dove ottenne asilo politico. Fu un fervente difensore dei diritti umani. Inoltre, quando Masoud Rajavi fu arrestato e condannato a morte nel 1972, Kazem Rajavi riuscì a evitare l'esecuzione organizzando una campagna internazionale e cambiando la sentenza in ergastolo. Nel contesto degli sforzi internazionali per tutelare i diritti umani in Iran, egli è stato riconosciuto come la "voce preminente dell'opposizione al governo fondamentalista iraniano".

## Attività
Quando Masoud Rajavi fu arrestato e condannato a morte nel 1972, Kazem Rajavi guidò una campagna internazionale per ottenere la commutazione della sua pena in ergastolo, evitando così la sua esecuzione. Rajavi, il primo rappresentante dell'Iran presso l'ufficio delle Nazioni Unite a Ginevra dopo la rivoluzione del 1979, si dimise presto in segno di protesta contro le politiche repressive e le attività terroristiche del governo clericale iraniano. Successivamente, intensificò il suo impegno contro le esecuzioni di massa, gli arresti arbitrari e la tortura. Divenne il rappresentante del Consiglio Nazionale della Resistenza Iraniana (CNRI) in Svizzera, guidando ogni anno la delegazione dei mojaheddin del Popolo Iraniano presso la Commissione per i Diritti Umani delle Nazioni Unite. Con fermezza, si distinse per la sua voce vibrante nella lotta contro la repressione in Iran. Rajavi fu anche docente presso la Facoltà di Diritto dell'Università di Ginevra, dove insegnò per quasi 10 anni.

## Assassinio
Nonostante le continue minacce da parte degli agenti della Repubblica Islamica, il Dr. Rajavi ha persistito nel suo impegno, che ha condotto alla condanna dell'Iran per violazioni da parte dell'Assemblea Generale delle Nazioni Unite e del Comitato dei Diritti Umani. Il 24 aprile 1990, a mezzogiorno, Kazem Rajavi fu assassinato con colpi d'arma da fuoco nei pressi della sua residenza a Coupé, vicino a Ginevra. Gli spararono alla testa da vicino, e i sicari fuggirono immediatamente dalla scena del crimine. Secondo quanto riportato dal Washington Post nel 1993, l'omicidio di Kazem Rajavi rappresenta forse il caso più evidente di connessione con Teheran.
Le indagini hanno svelato il coinvolgimento di autorità governative iraniane nella pianificazione di questo attentato. Come evidenziato da una sentenza internazionale, è emerso che l'esecuzione di Kazem Rajavi fu attentamente pianificata. Squadre di commando arrivarono in Svizzera nell'ottobre 1989, successivamente a fine gennaio e inizio febbraio 1990, e infine dal 10 al 24 aprile 1990. Nella fase conclusiva, gli esecutori del crimine sorvegliarono attentamente la vittima prima di agire, noleggiando auto a Ginevra e Losanna in diversi orari. Gli autori riuscirono a fuggire dalla Svizzera poche ore dopo l'omicidio. Da allora, le indagini sono in corso, e sono stati emessi mandati di arresto internazionali.

## Perseguimento degli autori del reato
Nel contesto delle indagini su questo caso, la Svizzera ha indicato la possibile implicazione di vari funzionari governativi iraniani nell'omicidio, pubblicando i nomi di 14 sospettati. Ciò ha successivamente portato all'emissione di un mandato d'arresto internazionale nei confronti di Ali Fallahian, l'ex Ministro dell'Informazione iraniano, accusato di omicidio nel 2006. Tuttavia, la Procura del Canton Vaud, situato nella Svizzera occidentale, ha annunciato il 29 maggio 2020 che il caso è prescritto e che le indagini si concluderanno presto, a meno che gli avvocati non presentino formalmente obiezioni entro il 17 giugno 2020. Questa decisione della Procura svizzera ha suscitato forti proteste da parte del Consiglio Nazionale della Resistenza Iraniana, il quale l'ha condannata attraverso un comunicato ufficiale e ha sottolineato la necessità di mantenere aperto il caso. In relazione a questo episodio, il Consiglio ha altresì sollecitato l'emissione di un mandato di arresto internazionale per Seied Ali Khamenei, Hassan Rouhani (all'epoca segretario del Consiglio Supremo di Sicurezza iraniano) e Ali Akbar Velayati (all'epoca Ministro degli Esteri). Nell'agosto 2020, il Dipartimento di Stato degli Stati Uniti ha vietato il rilascio di visti a 14 cittadini iraniani e ai loro familiari, accusati di omicidio e violazioni dei diritti umani. Tredici di queste persone erano collegate all'assassinio di Kazem Rajavi, sebbene i loro nomi non siano stati resi noti.

## Riapertura del caso
Il 9 settembre 2020, la procura della provincia di Vaud ha annunciato la sua decisione di riaprire l'inchiesta sull'omicidio di Kazem Rajavi e di sottoporla alla procura generale svizzera, tramite una lettera indirizzata al vice procuratore generale della Confederazione svizzera. Secondo il contenuto di tale lettera, la revisione di questo caso sarà condotta nell'ambito dei reati di genocidio e crimine contro l'umanità.

## Lettera al Sostituto Procuratore Generale della Confederazione Svizzera
Il Procuratore del Canton Vaud, in una lettera indirizzata al Sostituto Procuratore Generale della Confederazione Svizzera, ha proposto che l'omicidio di Kazem Rajavi sia indagato come un caso di crimini contro l'umanità e non solo come un omicidio comune. Pertanto, ha suggerito il trasferimento del caso al procuratore generale, poiché il genocidio e i crimini contro l'umanità rientrano esclusivamente nella giurisdizione della Confederazione Svizzera. Nel mese di aprile, dieci figure politiche e personalità di Ginevra hanno firmato un articolo sulla Tribune de Genève criticando l'impunità nel caso Rajavi. Jean Ziegler ha dichiarato che la chiusura del caso equivaleva a "impunità per gli assassini sul suolo svizzero".

## query dipendenti
• Catena di omicidi in Iran